# Leonardo Glauso

Em 2016, Glauso começou a trabalhar para várias revistas de moda, incluindo: GQ, Schön!, Vogue e ICON El Pais

## Livros
- Private Nudes, Goliath Books, 2017. ISBN 978-3957300249.